# توماس کوک ایرلاینز بلژیک
توماس کوک ایرلاینز بلژیک (به انگلیسی: Thomas Cook Airlines Belgium) یک شرکت هواپیمایی با کد یاتا HQ است که در تاریخ ۱ دسامبر ۲۰۰۱ میلادی تأسیس شده و در تاریخ ۱ مارس ۲۰۰۲ فعالیتش را آغاز کرده‌است. دفتر مرکزی توماس کوک ایرلاینز بلژیک در زوانتم، بلژیک واقع شده‌است و قطب این شرکت هواپیمایی در فرودگاه بروکسل قرار دارد و به ۶۸ مقصد، پرواز مستقیم انجام می‌دهد.